# الکساندر (آرکانزاس)
الکساندر، ارکانساس (به انگلیسی: Alexander, Arkansas) یک شهر در ایالات متحده آمریکا است که در آرکانزاس واقع شده‌است.

## خصوصیات
الکساندر ۵٫۷ کیلومترمربع مساحت و ۲٬۹۰۱ نفر جمعیت دارد و ۱۰۹ متر بالاتر از سطح دریا واقع شده‌است.